# Kentaro Yoshida
Kentaro Yoshida (吉田 賢太郎 Yoshida Kentarō?, nacido el 5 de octubre de 1980 en Fukuoka) es un exfutbolista japonés. Jugaba de delantero y su último club fue el Matsumoto Yamaga FC de Japón.

## Trayectoria

### Clubes
| Club                | País  | Año       |
| ------------------- | ----- | --------- |
| Kyoto Purple Sanga  | Japón | 1999-2001 |
| Mito HollyHock      | Japón | 2002-2004 |
| Tochigi SC          | Japón | 2005-2007 |
| Matsumoto Yamaga FC | Japón | 2008      |